# 巴斯建筑
英格兰西南部城市巴斯的建筑，是英格兰建筑的杰出代表，上起于罗马浴场（包括显著的凯尔特人影响）， 下至今日。这座城市在1987年成为世界遗产，主要是因为其建筑历史，以及将公共的和私人的建筑与空间汇集在一起，构建城市景观的方式。许多帕拉第奥式建筑都特意与城市空间融合，以提供“如画的美感”。它是英国唯一获得世界遗产地位的城市， 也是一个受欢迎的旅游胜地。
重要建筑包括罗马浴场；新古典主义建筑师罗伯特·亚当的普尔特尼桥（使用威尼斯里阿尔托桥未使用的设计）；市中心的巴斯修道院，建于1499年， 在一座8世纪的教堂的遗址上。 同样重要的是住宅建筑。由乔治时代建筑师老约翰·伍德和他的儿子小约翰·伍德设计和建造的林荫大道和新月形建筑， – 众所周知的例子是皇家新月，建于1770年左右，圆形广场,建于1760年左右，它分为等长的三段，每段都面向其中一个入口，确保始终有一个古典主义的立面，面对进入的游客。
巴斯的建筑大部分使用当地金黄色的巴斯岩建造。占主导地位的建筑风格是乔治时代建筑，它源于18世纪初流行的帕拉第奥式建筑风格。在18世纪，这座城市成为时尚而受欢迎的温泉和社交中心，导致产生了对大量住宅和宾馆的需求。主要建筑师约翰·伍德和他的儿子，在绿色的山谷和周围的山丘，设计了该市现在的许多城市广场和新月形建筑。根据联合国教科文组织的评价：“建筑、城市设计和景观布置的融合，以及 deliberate creation of a 一个美丽的城市。” 现代时期的发展，包括交通基础设施的发展，以及二战期间炸弹破坏后的重建，大部分都与早期风格保持一致，维持完整统一的城市景观。

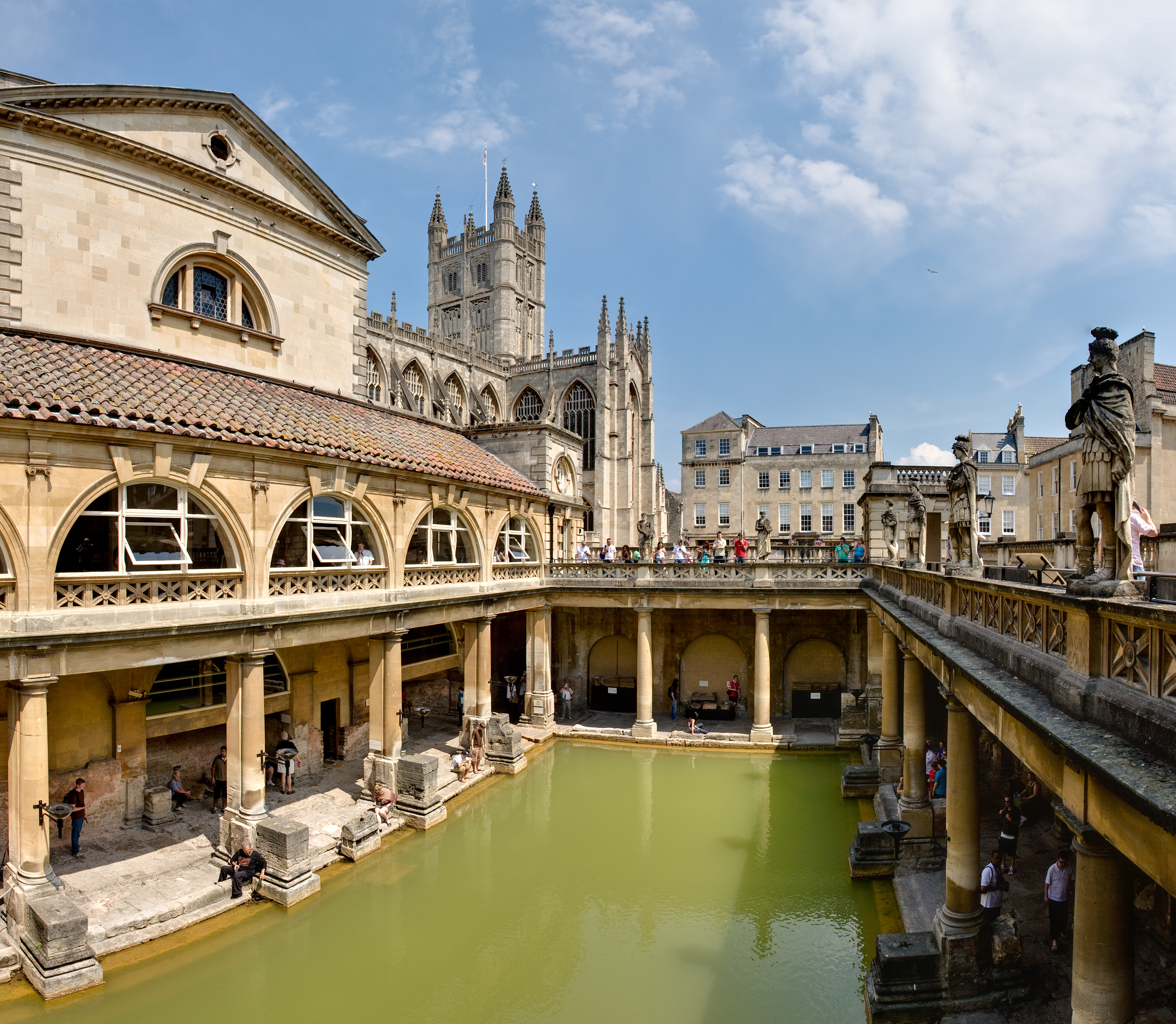
罗马浴场
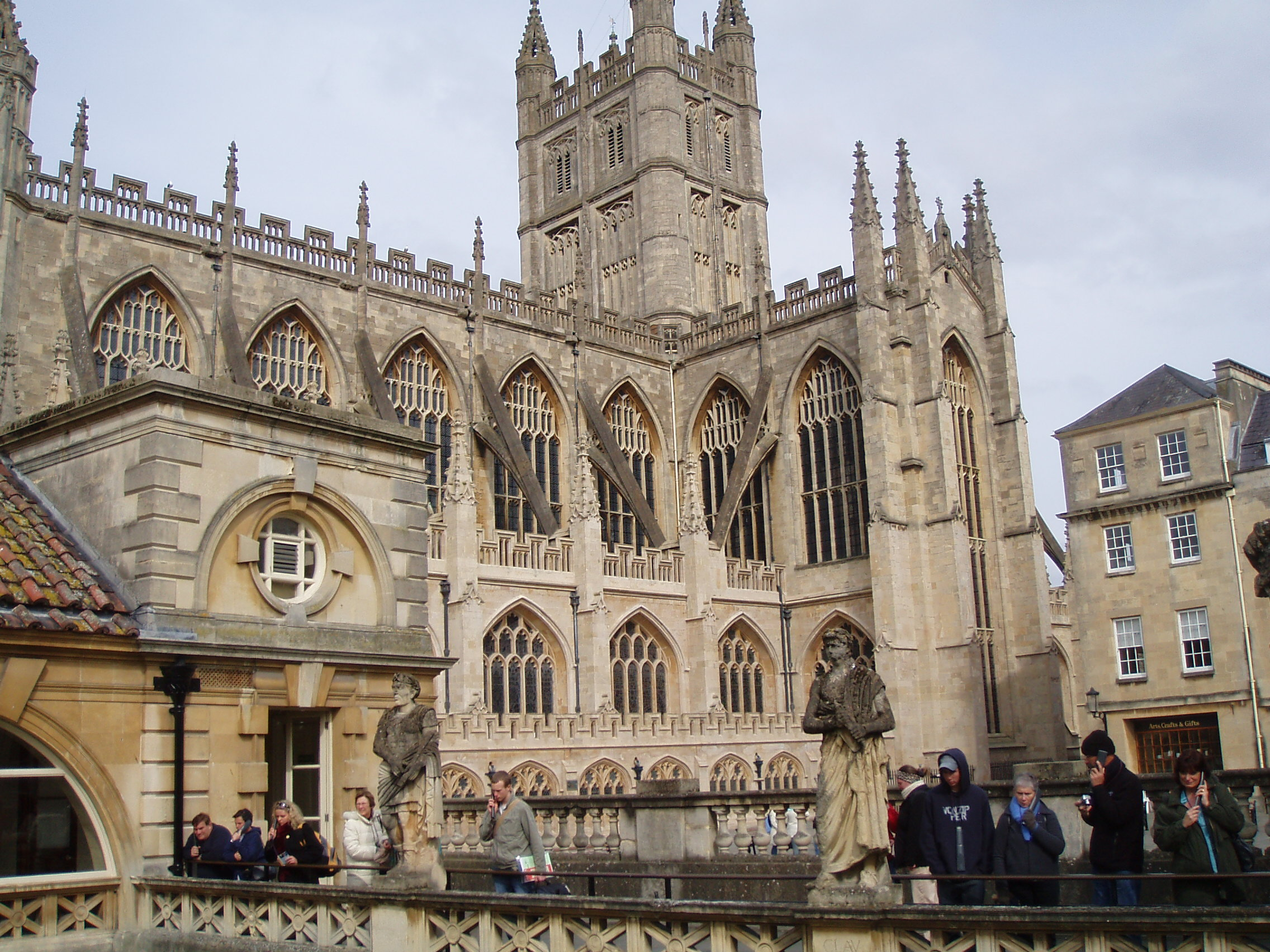
巴斯修道院
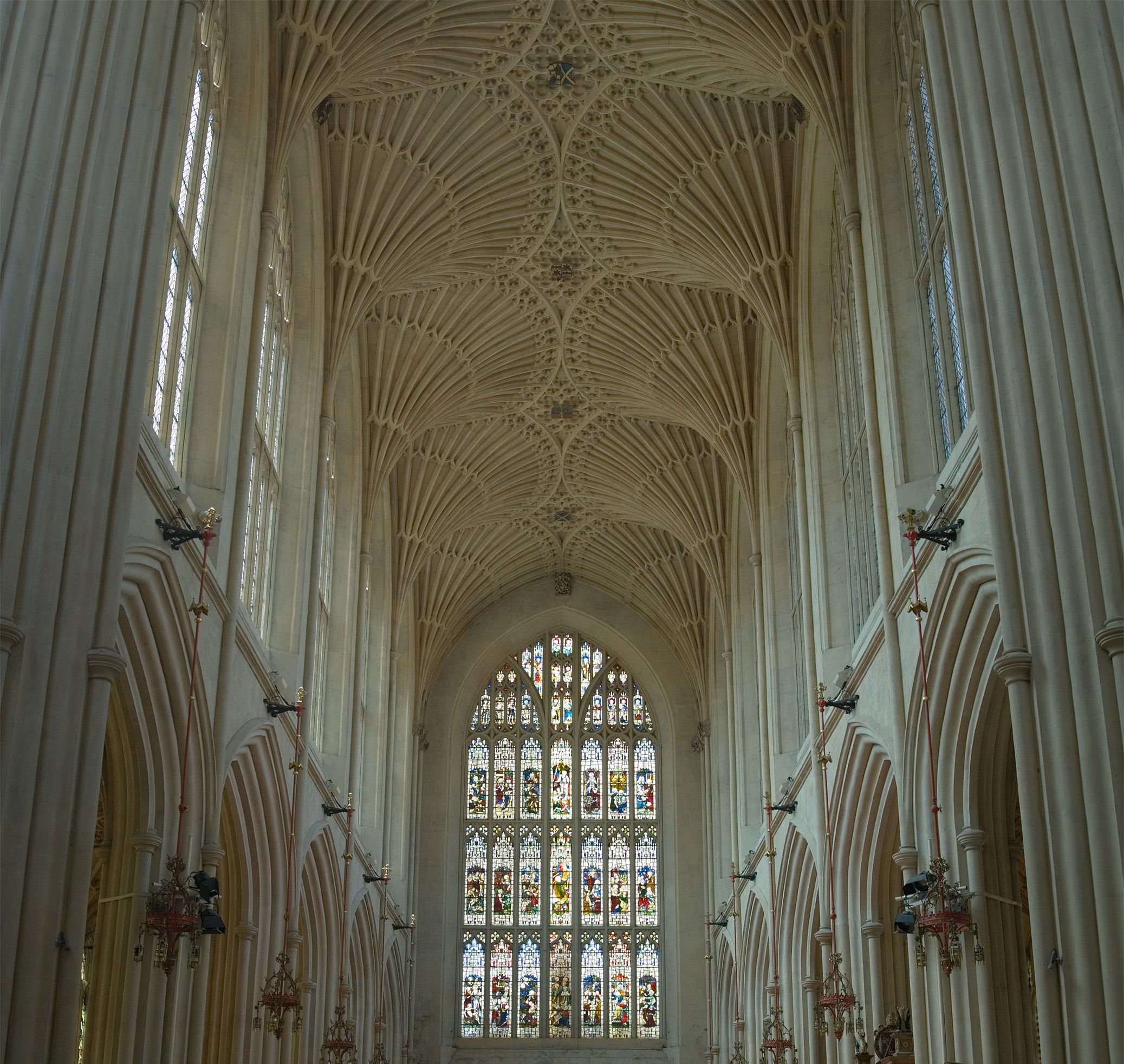
巴斯修道院的拱顶
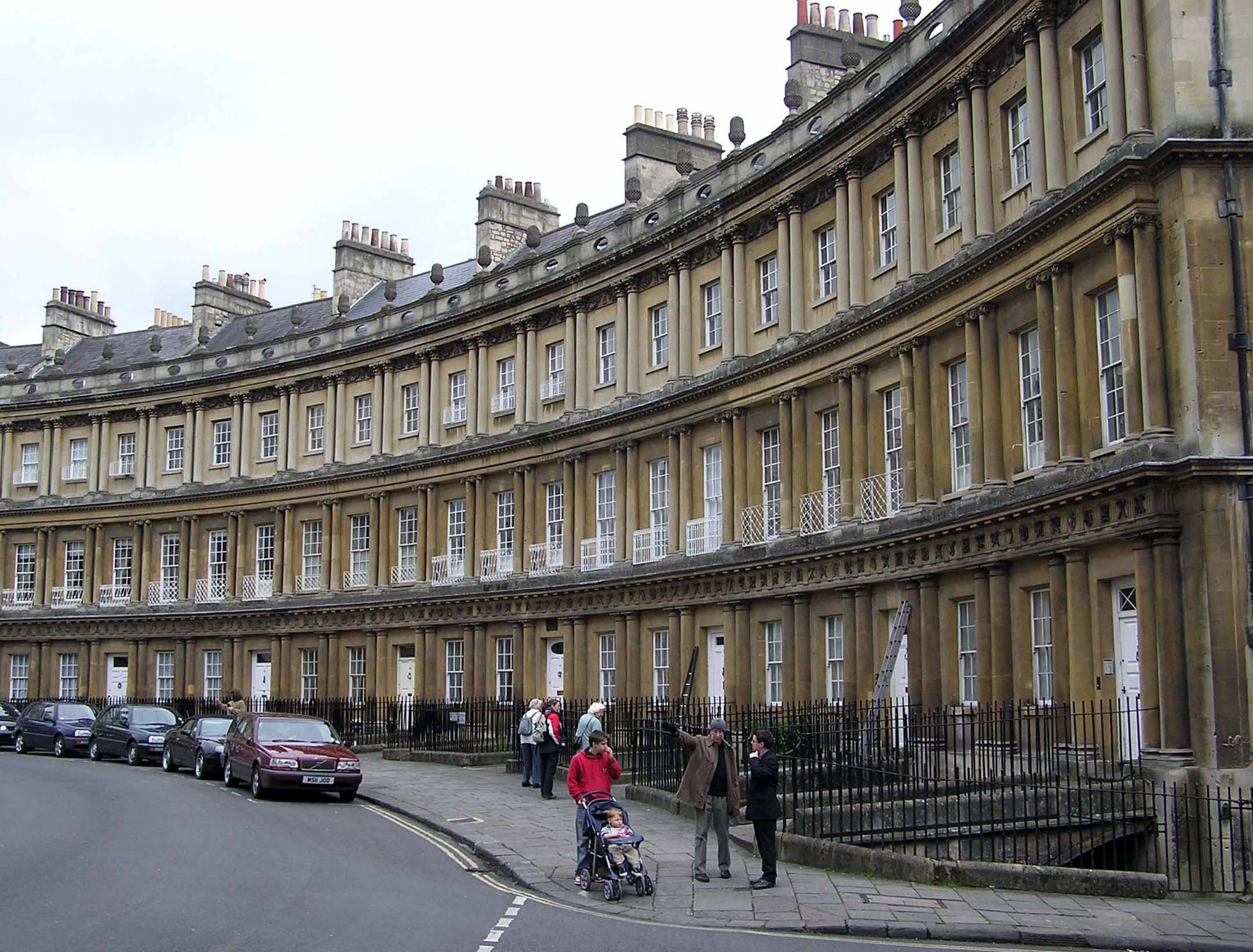
圆形广场
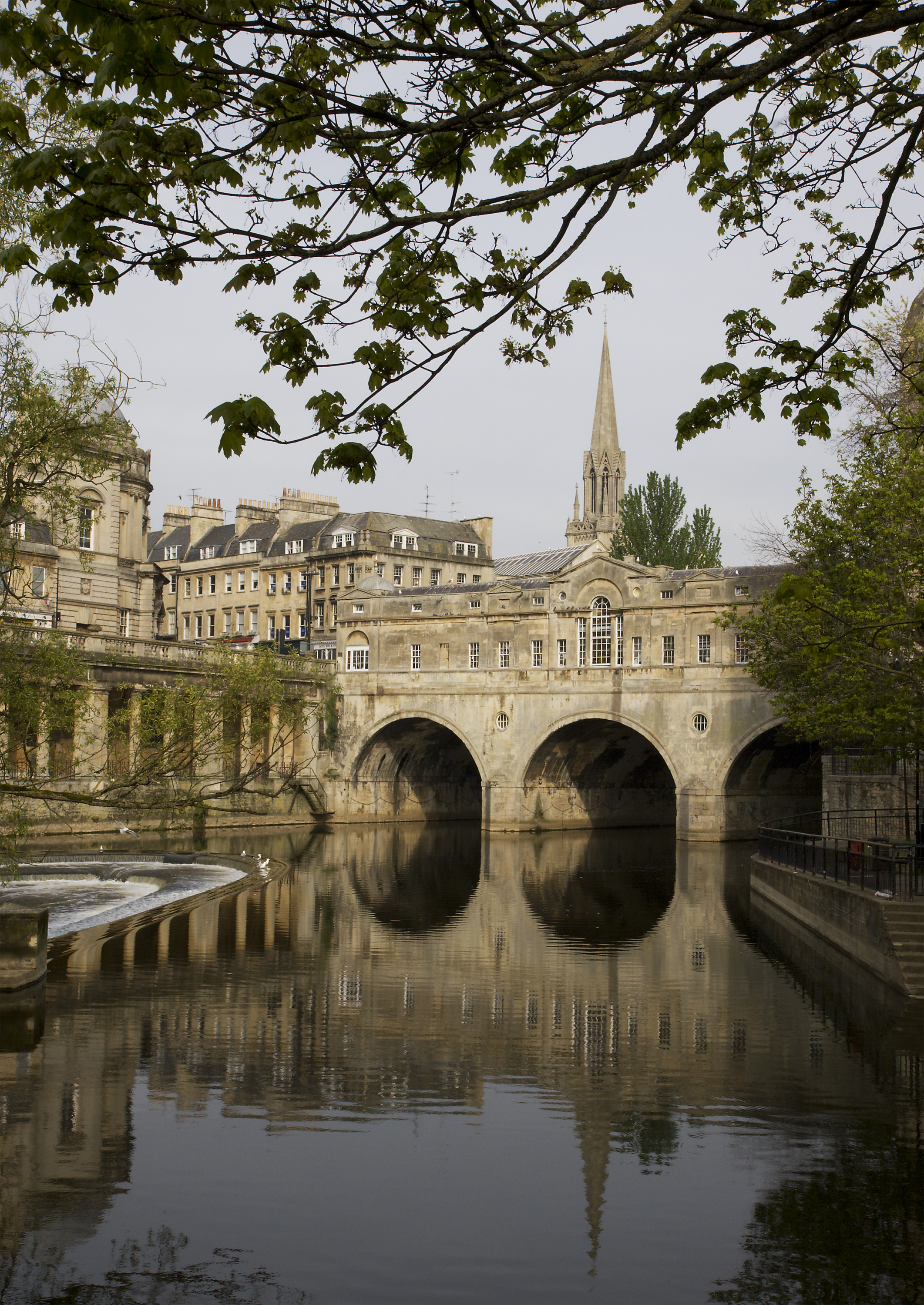
普尔特尼桥
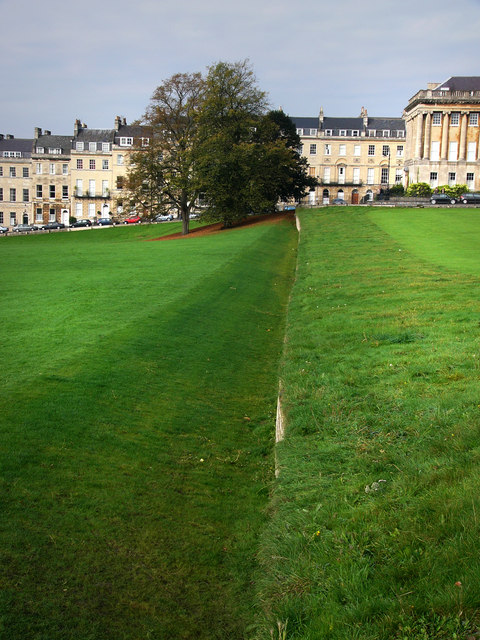
皇家维多利亚公园
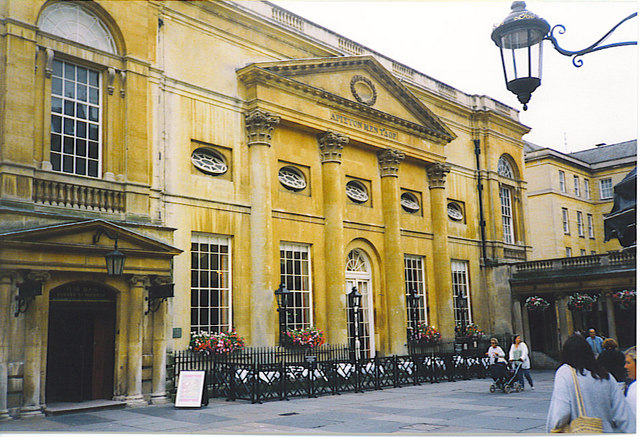
大水泵房
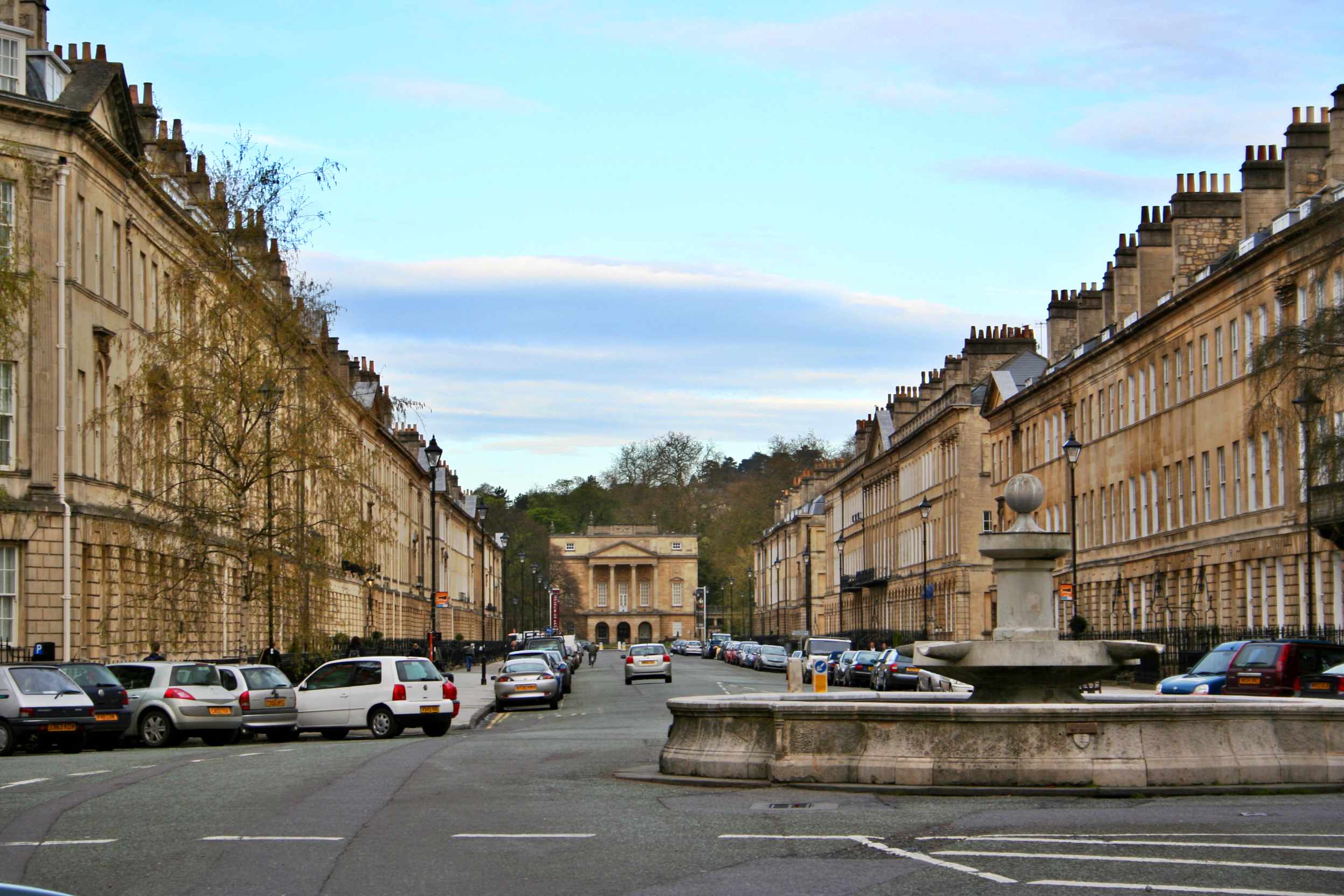
大普尔特尼街
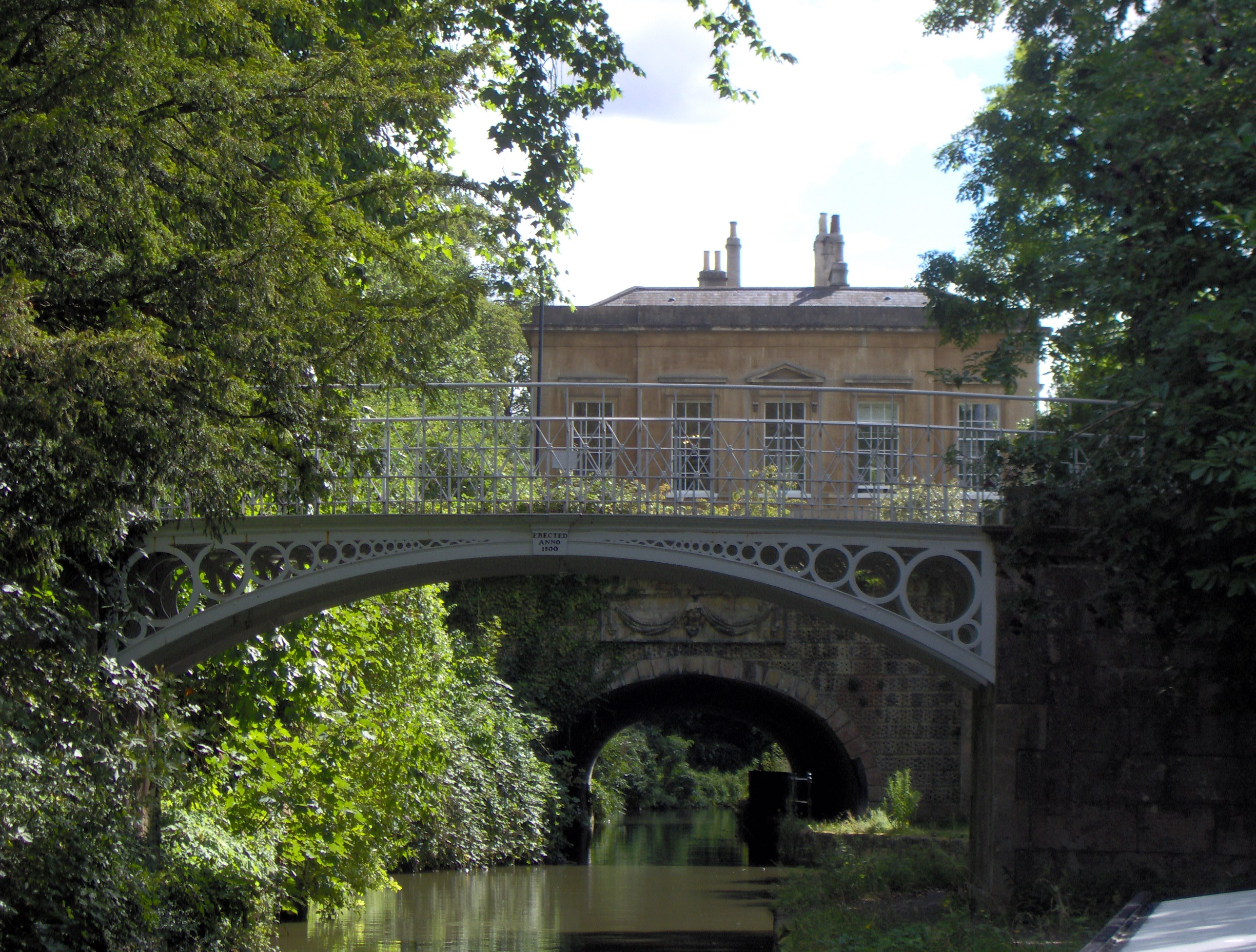
西德尼花园
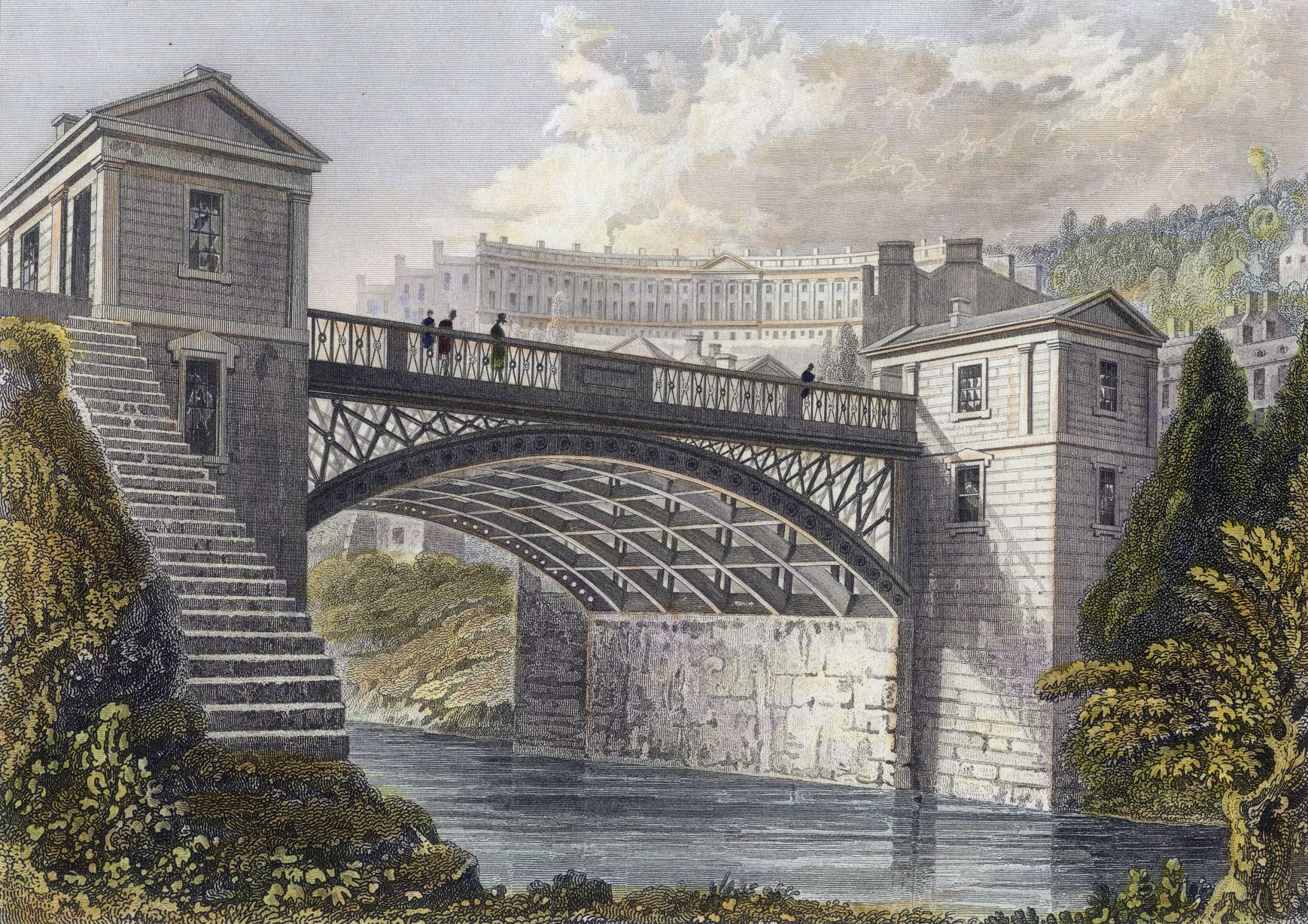
克利夫兰桥
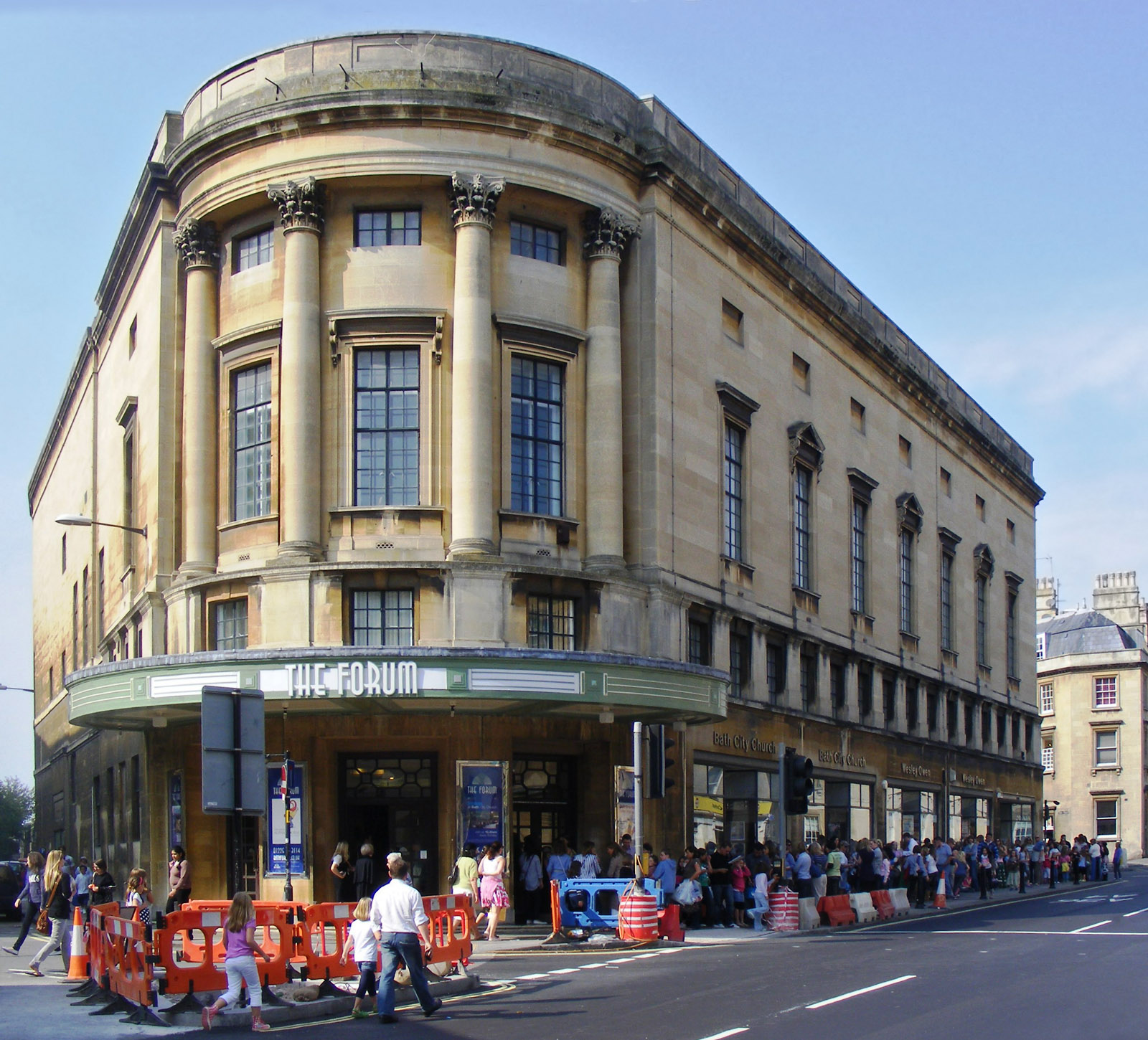
论坛电影院
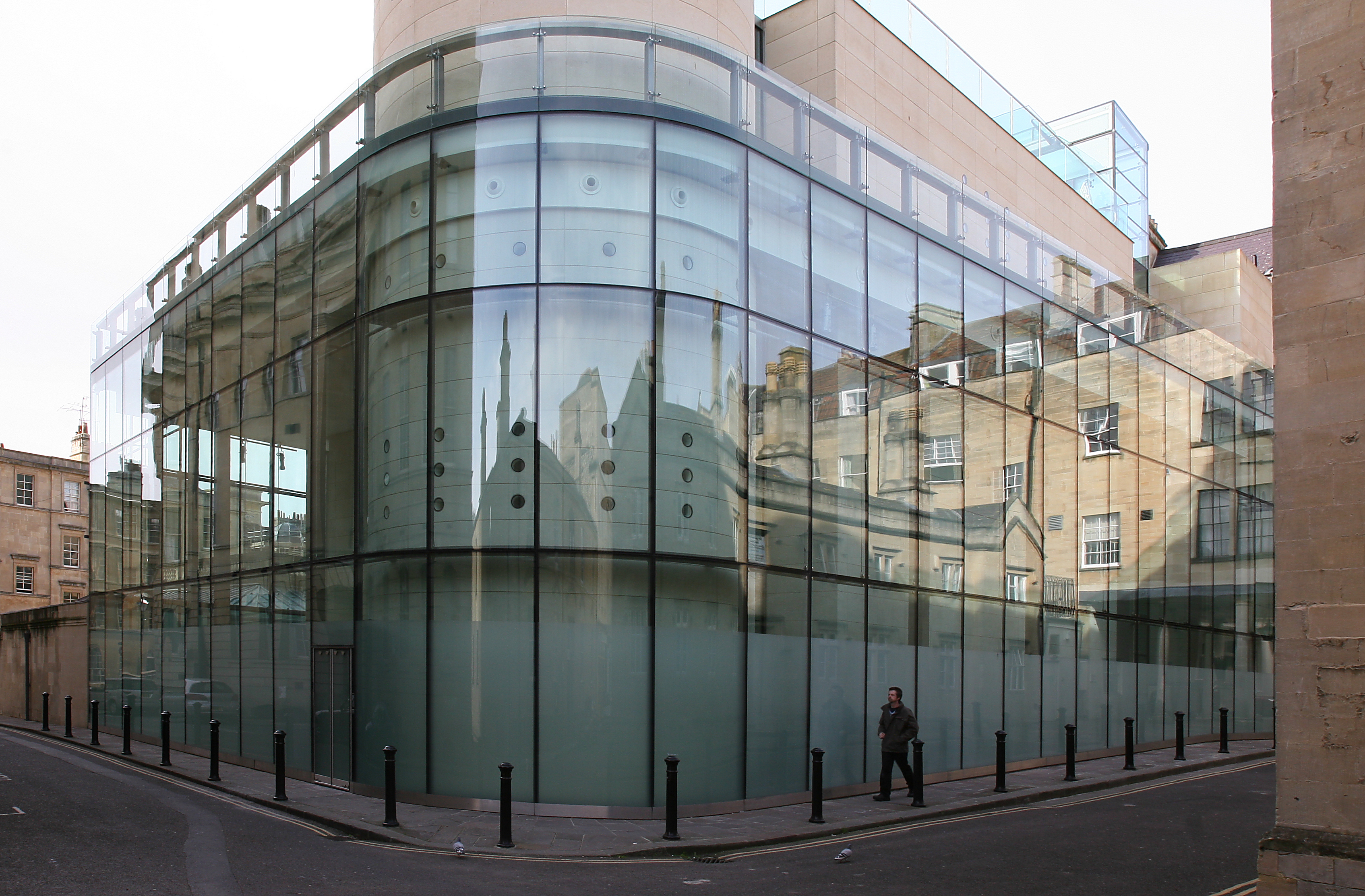
巴斯温泉浴场